# Yossi Taieb
Yosef Taieb, dit Yossi Taieb (en hébreu : יוֹסֵף טָיֶיבּ), né le 15 février 1981 à Paris, est un homme politique israélien. Membre du Shas, il est député à la Knesset depuis 2020.

## Jeunesse et formation
Issu d'une famille originaire de Tunisie, Yossi Taieb est né dans le 15e arrondissement à Paris. Il s'installe en Israël à l'âge de 17 ans, pour étudier à la yechiva de Mir, à Jérusalem. Pendant son service militaire au sein de Tsahal, il est affecté à la brigade Guivati. De 2006 à 2008, il est rabbin à Toulouse. Après son retour en Israël, il s'occupe de projets d'intégration des immigrants de France, au sein de la fondation Wolfson de 2009 à 2020.

## Carrière politique
Taieb est élu membre du conseil municipal de Kiryat-Yéarim. En 2018, il devient adjoint au maire. Il occupe la 15e place dans la liste du Shas lors des élections d'avril 2019, mais ce parti n'obtient que 8 sièges. Il occupe la 12e place lors des élections de septembre 2019, durant lesquelles son parti n'obtient que 9 sièges.
Lors des élections de mars 2020, il occupe la 11e place alors que le Shas obtient 9 sièges. Mais il intègre la Knesset en juillet 2020, en remplacement de Yoav Ben-Tzur, au bénéfice de la loi norvégienne, qui contraint un ministre à libérer sa place de député pour le suivant sur sa liste. Placé en 10e position lors des élections de mars 2021, il perd son siège, le Shas n'obtenant que neuf sièges. Il retrouve son siège à la suite de la démission d'Aryé Dery, toujours selon la loi norvégienne. Il quitte la Knesset lorsque Dery perd son portefeuille, puis le retrouve en janvier 2022, à la suite de la démission du même Aryé Dery. Il est ensuite élu le 1er novembre 2022 et siège pour la 25e législature.